# Liechtenstein nos Jogos Olímpicos de Verão de 2016
Liechtenstein competiu nos Jogos Olímpicos de Verão de 2016, no Rio de Janeiro, Brasil, entre os dias 5 e 21 de agosto de 2016. Desde a estreia oficial da nação, em 1936, atletas liechtensteinenses participaram de todas as edições dos Jogos Olímpicos de Verão, com exceção de duas ocasiões. Liechtenstein não enviou nenhum atleta na edição de 1956, em Melbourne, bem como aderiu ao boicote liderado pelos Estados Unidos quando Moscou sediou os Jogos Olímpicos de Verão de 1980.
A delegação de 2016 incluiu dois nadadores, Christoph Meier e Julia Hassler, e a tenista Stephanie Vogt. Tanto Hassler como Vogt já haviam feito a sua estreia em Olimpíadas na edição de 2012, em Londres. Na cerimônia de abertura, Hassler foi a porta-bandeira, enquanto Meier foi o responsável na cerimônia de encerramento. Nenhum dos três atletas conquistou uma medalha, contribuindo para o fato de que Liechtenstein ainda não tenha nenhuma medalha olímpica.

## Antecedentes
O Liechtenstein participou em dezessete edições dos Jogos Olímpicos de Verão entre a sua estreia nos Jogos Olímpicos de Verão de 1936 em Berlim, Alemanha, e os Jogos Olímpicos de Verão de 2016 no Rio de Janeiro, Brasil. O maior número de liechtensteinenses participando de alguma edição dos Jogos de Verão foi registrada nos Jogos Olímpicos de 1988 em Seul, Coreia do Sul, ocasião em que sua delegação foi composta por doze atletas.
Nenhum liechtensteinense conquistou uma medalha nos Jogos Olímpicos de Verão. No entanto, o Liechtenstein ganhou nove medalhas nos Jogos Olímpicos de Inverno. Os três participantes do Liechtenstein que competiram nos Jogos Olímpicos de Verão de 2016 assim o fizeram por meio de convites da Federação Internacional de Natação (FINA) e da Federação Internacional de Tênis (ITF). Hassler foi escolhido para ser o porta-bandeira do Liechtenstein durante o Desfile das Nações da cerimônia de abertura, enquanto Meier carregou a bandeira durante a cerimônia de encerramento.

## Natação
Liechtenstein recebeu um convite de universalidade da FINA para enviar dois nadadores (um homem e uma mulher) para as Olimpíadas. Christoph Meier fez a sua estreia olímpica competindo no evento individual de 400m medley masculino, enquanto Julia Hassler esteve na sua segunda participação, sendo a primeira em Londres 2012. Nos Jogos Olímpicos de Verão de 2012, ela foi uma das três atletas a competir pelo Liechtenstein. Naquela oportunidade, ela nadou nos 400 m e 800 m estilo livre, terminando em vigésimo sétimo nos 400 e em décimo sétimo nos 800.
Meier terminou em oitavo na bateria e em vigésimo segundo no total, com um tempo de 4:19.19 segundos, o que estabeleceu um recorde nacional, mas não o qualificou para as finais. Hassler começou na segunda pista, encerrando na segunda posição na sua bateria e em vigésimo primeiro no geral, com um tempo de 8:38.19 segundos. Hassler esteve a oito segundos do tempo de qualificação mais lento de 8:25.55 segundos, que era de Mireia Belmonte, da Espanha.

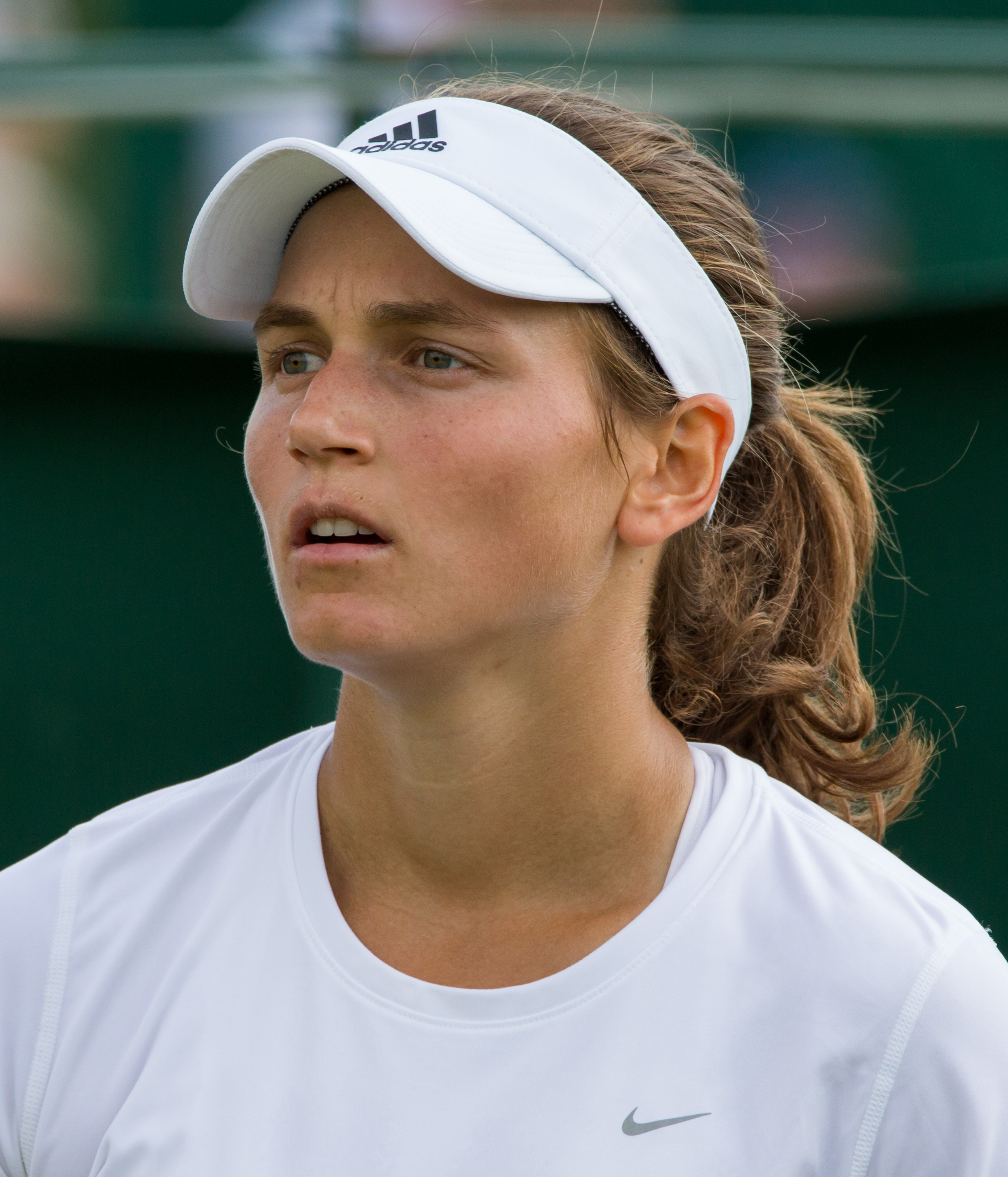
Stephanie Vogt competindo em Roehampton, Inglaterra

| Atleta          | Evento                        | Fase preliminar | Fase preliminar | Final       | Final       |
| Atleta          | Evento                        | Tempo           | Posição         | Tempo       | Posição     |
| --------------- | ----------------------------- | --------------- | --------------- | ----------- | ----------- |
| Christoph Meier | Masculino - 400 m nado medley | 4:19.19         | 22              | Não avançou | Não avançou |
| Julia Hassler   | Feminino - 800 m nado livre   | 8:38.19         | 21              | Não avançou | Não avançou |

## Tênis
Liechtenstein recebeu um convite da Comissão Tripartite para enviar a atleta olímpica de Londres 2012 Stephanie Vogt (número 274 do mundo) no simples feminino pela segunda vez para o torneio olímpico de tênis. Na primeira fase, Vogt perdeu os dois sets, perdendo o primeiro por 3-6 e o segundo por 1-6 contra Johanna Konta, da Grã-Bretanha. Konta chegou às quartas de final depois de vencer Svetlana Kuznetsova da Rússia na terceira fase, mas foi eliminada nas quartas-de-final por Angelique Kerber da Alemanha.  Após a derrota, Vogt anunciou que iria dar um intervalo na sua carreira no tênis e se matricular no Instituto Federal de Tecnologia de Zurique, na Suíça.
| Atleta         | Evento   | 64 avos de final     | 32 avos de final     | 16 avos de final     | Quartas de final     | Semifinais           | Final / MB           | Final / MB  |
| Atleta         | Evento   | Adversário Resultado | Adversário Resultado | Adversário Resultado | Adversário Resultado | Adversário Resultado | Adversário Resultado | Posição     |
| -------------- | -------- | -------------------- | -------------------- | -------------------- | -------------------- | -------------------- | -------------------- | ----------- |
| Stephanie Vogt | Feminino | Konta L 3–6, 1–6     | Não avançou          | Não avançou          | Não avançou          | Não avançou          | Não avançou          | Não avançou |